# Alfredo Baptista Coelho
Alfredo Baptista Coelho (Santo Tirso, 24 de dezembro de 1865 — Lisboa, 28 de junho de 1952) foi um oficial do Exército Português, considerado um africanista por ter tido uma carreira essencialmente centrada nas questões militares e administrativas coloniais, especialmente de Moçambique. Exerceu importantes funções políticas, entre as quais as de Ministro das Colónias.

## Biografia
Alfredo Baptista Coelho nasceu no lugar de Além-do-Rio, da vila de Santo Tirso. Destinado a seguir a carreira militar, assentou praça em 1883, com 17 anos de idade, inscrevendo-se nos cursos preparatórios da Escola Politécnica de Lisboa. Terminados os preparatórios, ingressou no curso da arma de Artilharia da Escola do Exército, revelando-se um aluno de excelência, sendo logo premiado no segundo ano do curso.
Terminado o curso, foi promovido a alferes em 1890, iniciando a sua carreira como oficial de Artilharia do Exército. Em janeiro do ano seguinte voluntariou-se para servir nas forças que estavam a ser preparadas para partir para a África Oriental Portuguesa no contexto das campanhas de pacificação que acompanharam o esforço de ocupação efectiva do território moçambicano na sequência da Conferência de Berlim. Não chegou a partir para Moçambique e em 1892 foi colocado no  Estado Maior de Artilharia de Campanha, onde permaneceu até 1895, ano em que partiu para a Índia Portuguesa por ter sido nomeado director da Escola de Artes e Ofícios de Nova Goa.
Regressou a Lisboa em 1897, sendo de imediato enviado para a África Oriental Portuguesa, sendo colocado na ilha de Moçambique. Participou nas operações militares de Maguema e de Ibrahimo e exerceu interinamente as funções de capitão-mor de Mossuril. Sob o comando de Mouzinho de Albuquerque, em 1897 participou nas campanhas contra os Namarrais e na campanha de Gaza, durante a qual foi nomeado comandante dum comboio militar e quartel-mestre da coluna de operações em Gaza. Terminada essa missão, foi nomeado governador do distrito de Inhambane, cargo que exerceu desde outubro de 1897 a maio de 1898, e depois governador interino do distrito de Moçambique, que exerceu desde 3 de junho a 8 de outubro de 1898, onde comandou uma coluna de operações. A seguir, tomou parte nas acções de Ampia, Maguema e Namotaca.
Em finais de 1899 voltou para Lisboa, sendo então eleito deputado pelo Partido Progressista.
Em 1902 voltou a Moçambique para tomar parte na campanha do Barué,  na qual exerceu o comando da artilharia. Participu na tomada de Chuarque, comandando interinamente a coluna, ficando depois a governar interinamente o distrito de Tete, cargo que exerceu desde 25 de janeiro de 1903. Passou depois a governdor efectivo daquele distrito «em atenção aos serviços excepcionais prestados, quer na última campanha do Barué, quer na administração interina do referido distrito», permanecendo no cargo até ser nomeado em novembro de 1904 para o cargo de subchefe do Estado-Maior da Província de Moçambique, cargo que ocupou até 1909.
Em 1903 foi condecorado com o grau de comendador da Ordem da Torre e Espada, sendo a esse propósito homenageado em Santo Tirso, tendo o Jornal de Santo Tirso publicado um artigo de Eduardo Pimenta no qual se lê: «A sua coragem inabalável, a imperturbalidade do seu sangue-frio, as suas qualidades de energia, rebrilhavam com a máxima intensificação ao sol que doirou os encontros de Maguema e Ibrahimo. O comandante do comboio entre os namarrais foi o mesmo da célebre jornada de Gaza. E não houve página mais linda na história da hodierna epopeia africana, nem de maior refulgência, do que a dessa refrega acesa iniciada em Macontene e finalizada em Palule com o extermínio do Maguiguanha».
Mais tarde, no posto de major, voltou a Moçambique onde foi vogal do Conselho da Província e de 17 de maio a 9 de agosto de 1915 desempenhou provisoriamente as funções de Governador-Geral de Moçambique.
De regresso a Lisboa em 1916 foi colocado no Regimento de Artilharia n.º 8, então aboletado no Castelo de Abrantes, e com ele integrou o Corpo Expedicionário Português enviado para a França durante a Primeira Guerra Mundial (1917-1918), como chefe do Estado-Maior da base de operações do Corpo Expedicionário Português.
Terminada a Grande Guerra, regressou a Lisboa, sendo nomeado em 1918 para o cargo de Director-Geral Militar da Secretaria de Estado das Colónias do Ministério das Colónias. Nesse mesmo ano ocupou, por pouco tempo, o lugar de Ministro das Colónias dos 17.º governo da República e 18.º goveno da República (ambos presididos por João Tamagnini Barbosa), cargo que exerceu de 23 de dezembro de 1918 a 27 de Janeiro de 1919.
Após a sua exoneração do cargo de Ministro das Colónias foi demitido do lugar de Director-Geral no Ministério das Colónias, o que o levou a abandonar em 1919 a carreira militar no posto de coronel. Passou à reserva em 31 de dezembro de 1925 e à reforma dez anos depois.
Após abandonar a carreira militar dedicou-se à administração de empresas, tendo sido admnistrador da Companhia Carris de Ferro de Lisboa, juntamente com o general Freire de Andrade.
Ao longo da sua carreira foi recebeu diversas condecorações e louvores, entre as quais quatro medalhas de prata «Rainha D. Amélia», pela campanha dos namarrais, pelas operações de Gaza, pelos serviços prestados na Índia e pelas operações do Barué; foi louvado por Sua Magestade El-Rei «pela maneira sempre zelosa e acertada como se houve no comando do comboio e na direcção dos serviços administrativos de Gaza»; teve a medalha de prata da classe dos bons serviços; foi louvado «pela eficaz cooperação que prestou ao serviço regimental desempenhando com inexcedível boa vontade e inteligência serviços importantes por vezes acumulados pela urgência das circunstâncias» (1899); foi feito cavaleiro da Ordem Militar de São Bento de Aviz por serviços distintos; foi louvado pelo comandante da coluna de operações do Barué pela forma como procedeu no reconhecimento que executou da Beira a Sena, na preparação de quartéis no Chinde, abastecimento da coluna e serviços de concentração; foi condecorado com a comenda da Ordem da Torre e Espada (1903); teve a medalha de ouro de serviços relevantes no Ultramar (operações no Barué) e medalha militar de prata da classe de comportamento exemplar; foi condecorado com o grau de oficial da Ordem de São Bento de Aviz, por serviços distintos; recebeu as honras de oficial às ordens de Sua Magestade El-Rei; teve a medalha de prata da classe de assiduidade do serviço no Ultramar, a medalha de prata comemorativa das operações contra Morave em Moçambique e a medalha de ouro da classe de comportamento exemplar; foi louvado pelo muito zelo e competência revelados no estudo e preparação de diferentes diplomas que interessavam a assuntos coloniais; teve a medalha de prata, letra C, da classe de bons serviços; foi louvado pelo muito zelo, competência e dedicação com que desempenhou o cargo de Chefe do Estado Maior da Base (1920); foi condecorado com o grande oficialato da Ordem Militar de Avis, com o grande oficialato da Ordem do Mérito Colonial e com o grau de comendador da Ordem do Império Colonial.